# Stokjeskaart

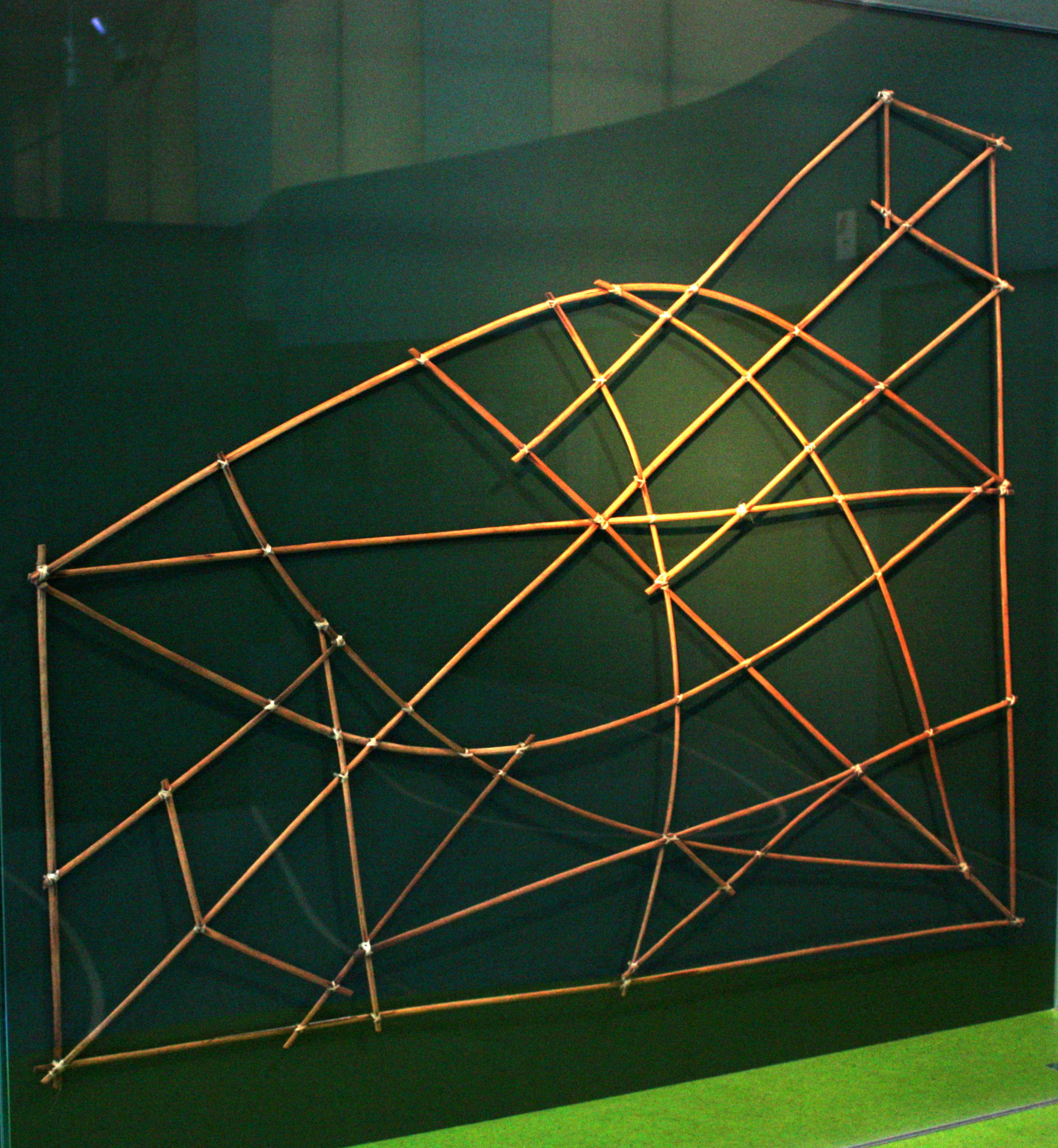
Stokjeskaart in het Überseemuseum Bremen

Een stokjeskaart of meddo is een type zeekaart dat gebruikt werd in de Marshalleilanden en andere delen van Micronesië. De zeekaart was samengesteld uit dunne bamboestokjes die met boombastvezel aan elkaar gebonden waren. Lange en korte stokjes stelden deiningen, zeestromingen en golven voor, terwijl eilanden door schelpjes of de kokosvezelknoopjes aangeduid werden.
In 1862 schreef missionaris Luther Halsey Gulick, Sr. als eerste westerling over het gebruik van dergelijke zeekaarten. 

## Achtergrond
De kunst van het navigeren was onontbeerlijk bij elke zeereis. De kennis hierover was een goed bewaard geheim dat slechts binnen bepaalde leidersfamilies overgedragen werd en was het resultaat van een grondige observatie van zeefenomenen. Wat gebeurt er met zeedeiningen wanneer er land in de buurt is? Hoe reageren twee zeestromingen op elkaar in nabijheid van een eiland? Andere elementen waar rekening mee gehouden werd, waren bijvoorbeeld lichtbreking en weerkaatsing op het wateroppervlak, schaduwvorming en gedrag van golven. De mannen die de navigatiekunst beheersten, bezaten dan ook veel prestige en een hoog status.

## Beschrijving
Zeekaarten uit de Marshalleilanden werden niet als westerse kaarten gebruikt, maar dienden eerder als geheugensteuntjes. Voor een zeereis ondernomen werd, leerden zeilers alle deiningen, zeestromingen en eilanden die op de kaarten voorgesteld waren uit hun hoofd. Aangezien een kaart van het meddo-type de eilanden plaatst zoals ze gezien moeten worden tegenover de zeestromingen, houdt de kaart geen rekening met de werkelijke afstand tussen de eilanden. Kaarten werden gemaakt wanneer de noodzaak bestond en konden enkel begrepen worden door de maker. Zelfs ervaren zeilers konden zonder uitleg van de maker niets met de kaart aanvangen.
De eilandjes worden door geknoopte kokosnootvezel aangeduid. De kokospalm is een veelzijdige plant die voor allerlei doeleinden aangewend wordt. Zo is het vocht van onrijpe kokosvruchten een frisse drank, levert het vruchtvlees de grondstof voor zepen, oliën en allerlei voedselbereidingen en dient het harde omhulsel van de kokosnoot als schaal of brandmateriaal. Touwen worden gevlochten uit de kokosnoothulsvezels. De stam wordt gebruikt als balk, mast, bij waterafvoer en in meubels. De bladeren kunnen de dakbedekking van een huis vormen of worden snel in manden gevlochten. Daarbij worden kokosnoten ook nog eens voor verschillende medicinale doeleinden aangewend.

## Exemplaren
Het Rijksmuseum Volkenkunde heeft een stokjeskaart in zijn collectie. Het ontbreken van schelpjes geeft deze kaart zijn uitzonderlijk karakter.  Toen deze zeekaart in 1882 geschonken werd door J. Rohlfs en kapitein F. Rohls uit Hamburg, was het vergezeld door uitzonderlijk goede documentatie. Zo kennen we bijvoorbeeld de naam van de eilanden die op de kaart voorgesteld worden. Het gaat om de koraalatollen Namorik, Jaluit, Kili, Ebon en Ailinglaplap die allemaal in de Ralikarchipel van de Marshalleilanden liggen.